# Sabine Eckhardt
Sabine Eckhardt (* 9. Mai 1972 in Bremen) ist eine deutsche Managerin und Aufsichtsrätin. Sie gehört zum Aufsichtsrat der UniCredit Bank – bekannt als HypoVereinsbank, ist Mitglied im Aufsichtsrat der Ceconomy AG – der Media Markt Saturn Holding – und seit April 2023 hat sie den Aufsichtsratsvorsitz bei der Edel SE inne. Eckhardt ist Senior Advisor bei der Boston Consulting Group (BCG) und hat einen Lehrauftrag für digitale Transformation an der TUM – Technische Universität München.
Eckhardt war bis Mai 2022 CEO Central Europe des internationalen Immobilienkonzerns JLL. Davor war sie Vorstandsmitglied des Dax/MDAX-Konzerns ProSiebenSat.1 Media. Von 2020 bis 2022 war sie im Beirat der Bauer Media Group.
Eckhardt zählte laut Manager Magazin mehrmals zu den einflussreichsten Frauen der deutschen Wirtschaft. Das Handelsblatt wählte sie 2021 unter die „100 Frauen, die Deutschland bewegen“.

## Werdegang
Nach Kindheit in Bremen und Abitur an der Bremer Oberschule an der Egge zog Eckhardt 1992 nach München, wo sie an der Ludwig-Maximilians-Universität Germanistik, Literaturwissenschaften und Philosophie studierte und mit einem Magister abschloss. Im Rahmen des Erasmus-Programms studierte sie auch in Pisa. Außerdem war sie mehrere Jahre lang Stipendiatin der Hans-Rudolf-Stiftung.
Sabine Eckhardt begann ihre berufliche Laufbahn als Produktmanagerin für Fernsehlizenzen bei Mattel, es folgenden Stationen als Marketing-Managerin bei der mittlerweile zum Hueber Verlag gehörenden digital publishing AG und als Leiterin Marketing und Merchandising bei EM-TV, bevor sie 2004 in den Medienkonzern ProSieben Sat1 wechselte. Dort war sie 15 Jahre lang in unterschiedlichen Unternehmensbereichen als Geschäftsführerin tätig, unter anderem bei Merchandising & Media, Art Merchanding & Media und Starwatch Entertainment. Ab 2009 baute Eckhardt als Geschäftsführerin die SevenOne AdFactory auf, die die Werbezeiten-Vermarktung des Medienkonzerns durchführt. Zu ihrem Verantwortungsbereich gehörten im Laufe der Jahre auch die ProSiebenSat1 Licensing sowie die SevenOneMedia, dem Gesamt-Vermarkter der Mediengruppe. Vom 1. Januar 2017 bis 30. April 2019 leitete sie als Chief Commercial Officer und Vorstandsmitglied alle Sales- und Marketing-Aktivitäten der Sendergruppe. Sabine Eckhardt zählte zu den wenigen Frauen im Vorstand eines Dax-Konzerns.
Im März 2020 wechselte Eckhardt zu der internationalen Immobilienberatung JLL – Jones Lang Lasalle SE und führte von Frankfurt aus als CEO Central Europe and Member of the EMEA Management Board bis Mai 2022 das zentraleuropäische Geschäft mit Verantwortung für 13 Länder.
2014 wurde Eckhardt in die "Next Generation CEO" aufgenommen, ein auf Initiative des Personalberaters Heiner Thorborg gegründetes Netzwerk weiblicher Top-Manager. Seit 2015 zählt Eckhardt zu den Juroren der Bildungsinitiative business@school der Boston Consulting Group. 2016 gehörte Eckhardt zur Jury des vom Wirtschaftsmagazin Bilanz sowie u. a. Deutsche Bank, HanseMerkur und Daimler veranstalteten und mit 100.000 Euro dotierten Gründerwettbewerbs „Start me up!“. Auch beim Horizont Award „Männer und Frauen des Jahres“ war sie 2017 und 2018 Teil der Jury.

## Publikationen
- Praxis: „Germany’s next Topmodel“ – eine crossmediale Erfolgsgeschichte. In: Stefanie Brandt u. a.: Marketinghandbuch Licensing. Brands und Lizenzthemen professionell vermarkten. Gabler, Wiesbaden 2011, ISBN 978-3-8349-1916-8 (Print), S. 234–239. (eingeschränkte Vorschau)
- Sabine Eckhardt (Hrsg.): Die Zukunft der Immobilienwirtschaft. Verantwortung für Gesellschaft und Umwelt, Fakten+Köpfe Verlagsgesellschaft, Groß-Gerau 2021, ISBN 978-3-9815157-7-0